# Club Italia 2016-2017 (pallavolo maschile)
Questa voce raccoglie le informazioni riguardanti il Club Italia nelle competizioni ufficiali della stagione 2016-2017.

## Stagione
La stagione 2016-17 è per il Club Italia, sponsorizzato dalla Crai, la quarta, la seconda consecutiva, in Serie A2: la squadra partecipa al campionato cadetto per decisione della federazione. Viene confermato sia l'allenatore, Michele Totire, sia buona parte della rosa come Davide Gardini, Pietro Margutti, Roberto Russo, Alessandro Piccinelli ed Edoardo Caneschi: tra i nuovi arrivi quelli di Alberto Baldazzi, Leonardo Baciocco e Filippo Maccabruni, mentre tra le cessioni si registrano quelle di Gianluca Galassi, Gabriele Di Martino, Francesco Zoppellari, Andrea Argenta e Alessandro Gaia.
Nel girone di andata del campionato il Club Italia perde tutte le partite, non ottenendo neanche un punto: chiude quindi all'ultimo posto in classifica, non utile per qualificarsi alla Coppa Italia di Serie A2. Anche il girone di ritorno vede la squadra della federazione uscire sempre sconfitta, eccetto alla dodicesima giornata, quando riesce a vincere per 3-2 sulla Pallavolo Azzurra Alessano: al termine della regular season arriva ultima in classifica nel proprio girone. Partecipa alla pool salvezza: nelle cinque partite disputate sia nel girone di andata sia in quello di ritorno vince una sola gara e ne perde quattro, chiudendo all'ultimo posto in classifica e retrocedendo quindi in Serie B.

## Organigramma societario
Area direttiva
- Presidente: Carlo Magri (fino al 26 febbraio 2017), Bruno Cattaneo (dal 26 febbraio 2017)
- Vicepresidente: Bruno Cattaneo (fino al 26 febbraio 2017), Giuseppe Manfredi
- Direttore generale: Luciano Cecchi
- Dirigente accompagnatore: Giancarlo Vassallo

Area organizzativa
- Team manager: Federico Cristofori
- Direttore sportivo: Libenzio Conti

Area tecnica
- Allenatore: Michele Totire
- Allenatore in seconda: Simone Roscini
- Scout man: Roberto De Angelis

Area comunicazione
- Addetto stampa: Matteo Bocchia

Area sanitaria
- Medico: Carmine Latte
- Preparatore atletico: Fabrizio Ceci
- Fisioterapista: Gabriele Cavalieri

## Rosa
| N° | Nome                  | Ruolo | Data di nascita  | Nazionalità sportiva |
| -- | --------------------- | ----- | ---------------- | -------------------- |
| 1  | Davide Gardini        | S     | 11 febbraio 1999 | Italia               |
| 2  | Alessandro Piccinelli | L     | 30 gennaio 1997  | Italia               |
| 3  | Marco Palmigiani      | P     | 8 maggio 2000    | Italia               |
| 3  | Pietro Margutti       | S     | 20 aprile 1998   | Italia               |
| 4  | Edoardo Caneschi      | C     | 26 gennaio 1997  | Italia               |
| 5  | Alberto Baldazzi      | S/O   | 17 agosto 1998   | Italia               |
| 6  | Marco Rocco Panciocco | S     | 3 novembre 1999  | Italia               |
| 7  | Filippo Maccabruni    | P     | 4 agosto 1999    | Italia               |
| 9  | Matteo Beltrami       | S     | 29 dicembre 1997 | Italia               |
| 10 | Leonardo Baciocco     | S     | 18 dicembre 2000 | Italia               |
| 11 | Roberto Russo         | C     | 23 febbraio 1997 | Italia               |
| 12 | Andrea Rondoni        | L     | 16 marzo 1999    | Italia               |
| 14 | Antonino Imbesi       | S     | 24 aprile 1998   | Italia               |
| 15 | Fabrizio Garofolo     | C     | 16 novembre 1998 | Italia               |
| 16 | Matheus Motzo         | S     | 9 settembre 1999 | Italia               |
| 17 | Alessandro Tofoli     | P     | 8 maggio 1998    | Italia               |
| 18 | Leandro Mosca         | C     | 5 settembre 2000 | Italia               |
| 19 | Filippo Federici      | L     | 26 dicembre 2000 | Italia               |

## Mercato
| Acquisti | Acquisti           | Acquisti        | Acquisti   |
| R.       | Nome               | da              | Modalità   |
| -------- | ------------------ | --------------- | ---------- |
| S        | Leonardo Baciocco  | ADMO            | definitivo |
| S/O      | Alberto Baldazzi   | 4 Torri Ferrara | definitivo |
| S        | Matteo Beltrami    | Energy Parma    | definitivo |
| P        | Filippo Maccabruni | Segrate         | definitivo |
| C        | Leandro Mosca      | Libertas Osimo  | definitivo |
| L        | Andrea Rondoni     | Velletri        | definitivo |

| Cessioni | Cessioni             | Cessioni           | Cessioni   |
| R.       | Nome                 | a                  | Modalità   |
| -------- | -------------------- | ------------------ | ---------- |
| S/O      | Andrea Argenta       | Potentino          | definitivo |
| C        | Gabriele Di Martino  | Molfetta           | definitivo |
| S        | Alessandro Gaia      | Civita Castellana  | definitivo |
| C        | Gianluca Galassi     | Powervolley Milano | definitivo |
| L        | Alessandro Marta     | Marconi            | definitivo |
| S        | Claudio Osak         | Fenice Roma        | definitivo |
| S        | Paolo Zonca          | Potentino          | definitivo |
| P        | Francesco Zoppellari | Padova             | definitivo |

## Risultati

### Serie A2

#### Regular season

##### Girone di andata
| 1ª giornata - 9 ottobre 2016 PalaEstra, Siena                    | Emma Villas         | 3 - 0 | Club Italia     | 25-20, 25-18, 25-22        |
| 2ª giornata - 15 ottobre 2016 Palazzetto dello Sport, Roma       | Club Italia         | 1 - 3 | Tuscania        | 33-31, 14-25, 14-25, 17-25 |
| 3ª giornata - 23 ottobre 2016 Palazzetto dello Sport, Tricase    | Alessano            | 3 - 0 | Club Italia     | 25-19, 28-26, 25-10        |
| 4ª giornata - 29 ottobre 2016 Palazzetto dello Sport, Roma       | Club Italia         | 1 - 3 | Impavida Ortona | 16-25, 20-25, 25-22, 18-25 |
| 5ª giornata - 5 novembre 2016 Palazzetto dello Sport, Roma       | Club Italia         | 0 - 3 | Aversa          | 14-25, 16-25, 18-25        |
| 6ª giornata - 13 novembre 2016 PalaGrotte, Castellana Grotte     | New Mater           | 3 - 0 | Club Italia     | 25-22, 25-20, 25-18        |
| 7ª giornata - 20 novembre 2016 PalaAlberti, Lauria               | Rinascita Lagonegro | 3 - 0 | Club Italia     | 25-23, 25-20, 25-16        |
| 8ª giornata - 26 novembre 2016 Palazzetto dello Sport, Roma      | Club Italia         | 1 - 3 | Potentino       | 18-25, 25-23, 16-25, 21-25 |
| 9ª giornata - 4 dicembre 2016 PalaParenti, Santa Croce sull'Arno | Lupi Santa Croce    | 3 - 0 | Club Italia     | 25-15, 25-21, 25-16        |

##### Girone di ritorno
| 10ª giornata - 7 dicembre 2016 Palazzetto dello Sport, Roma      | Club Italia     | 0 - 3 | Emma Villas         | 19-25, 17-25, 21-25               |
| 11ª giornata - 11 dicembre 2016 PalaMalè, Viterbo                | Tuscania        | 3 - 0 | Club Italia         | 25-21, 25-13, 28-26               |
| 12ª giornata - 17 dicembre 2016 Palazzetto dello Sport, Roma     | Club Italia     | 3 - 2 | Alessano            | 19-25, 25-22, 23-25, 25-22, 15-13 |
| 13ª giornata - 26 dicembre 2016 Palasport Comunale, Ortona       | Impavida Ortona | 3 - 0 | Club Italia         | 25-18, 25-20, 25-23               |
| 14ª giornata - 5 gennaio 2017 PalaJacazzi, Aversa                | Aversa          | 3 - 0 | Club Italia         | 25-19, 25-15, 25-19               |
| 15ª giornata - 8 gennaio 2017 Palazzetto dello Sport, Roma       | Club Italia     | 2 - 3 | New Mater           | 19-25, 21-25, 26-24, 25-22, 11-15 |
| 16ª giornata - 18 gennaio 2017 Palazzetto dello Sport, Roma      | Club Italia     | 1 - 3 | Rinascita Lagonegro | 19-25, 31-33, 28-26, 16-25        |
| 17ª giornata - 21 gennaio 2017 PalaCivitanova, Civitanova Marche | Potentino       | 3 - 1 | Club Italia         | 25-14, 25-19, 22-25, 25-16        |
| 18ª giornata - 4 febbraio 2017 Palazzetto dello Sport, Roma      | Club Italia     | 0 - 3 | Lupi Santa Croce    | 27-29, 20-25, 18-25               |

#### Pool salvezza

##### Girone di andata
| 1ª giornata - 11 febbraio 2017 Palazzetto dello Sport, Roma     | Club Italia       | 0 - 3 | Materdomini      | 22-25, 23-25, 23-25               |
| 2ª giornata - 19 febbraio 2017 Palazzetto dello Sport, Brendola | Castellana        | 3 - 0 | Club Italia      | 25-20, 25-20, 25-19               |
| 3ª giornata - 22 febbraio 2017 Palazzetto dello Sport, Roma     | Club Italia       | 2 - 3 | Libertas Brianza | 25-27, 25-23, 16-25, 25-21, 6-15  |
| 4ª giornata - 26 febbraio 2017 PalaSanFilippo, Brescia          | Atlantide Brescia | 3 - 2 | Club Italia      | 25-19, 23-25, 25-15, 17-25, 16-14 |
| 5ª giornata - 5 marzo 2017 Palazzetto dello Sport, Roma         | Club Italia       | 3 - 0 | M&G              | 25-17, 25-22, 25-17               |

##### Girone di ritorno
| 6ª giornata - 12 marzo 2017 PalaGrotte, Castellana Grotte            | Materdomini      | 3 - 1 | Club Italia       | 25-20, 25-20, 21-25, 28-26        |
| 7ª giornata - 18 marzo 2017 Palazzetto dello Sport, Roma             | Club Italia      | 1 - 3 | Castellana        | 22-25, 25-23, 24-26, 14-25        |
| 8ª giornata - 22 marzo 2017 PalaParini, Cantù                        | Libertas Brianza | 3 - 0 | Club Italia       | 25-22, 25-22, 25-15               |
| 9ª giornata - 27 marzo 2017 Palazzetto dello Sport, Roma             | Club Italia      | 3 - 2 | Atlantide Brescia | 28-30, 25-10, 25-18, 17-25, 15-13 |
| 10ª giornata - 1º aprile 2017 Palasport Grottazzolina, Grottazzolina | M&G              | 3 - 0 | Club Italia       | 25-12, 25-19, 25-18               |

## Statistiche

### Statistiche di squadra
| Competizione | Punti | In casa | In casa | In casa | In trasferta | In trasferta | In trasferta | Totale | Totale | Totale |
| Competizione | Punti | G       | V       | P       | G            | V            | P            | G      | V      | P      |
| ------------ | ----- | ------- | ------- | ------- | ------------ | ------------ | ------------ | ------ | ------ | ------ |
| Serie A2     | 9     | 14      | 3       | 11      | 14           | 0            | 14           | 28     | 3      | 25     |
| Totale       | -     | 3       | 11      | 14      | 0            | 14           | 28           | 3      | 25     |        |

G = partite giocate; V = partite vinte; P = partite perse

### Statistiche dei giocatori
| Giocatore     | Serie A2 | Serie A2 | Serie A2 | Serie A2 | Serie A2 | Totale | Totale | Totale | Totale | Totale |
| Giocatore     | P        | PT       | AV       | MV       | BV       | P      | PT     | AV     | MV     | BV     |
| ------------- | -------- | -------- | -------- | -------- | -------- | ------ | ------ | ------ | ------ | ------ |
| L. Baciocco   | 24       | 37       | 22       | 7        | 8        | 24     | 37     | 22     | 7      | 8      |
| A. Baldazzi   | 28       | 361      | 314      | 27       | 20       | 28     | 361    | 314    | 27     | 20     |
| M. Beltrami   | 10       | 9        | 8        | 1        | 0        | 10     | 9      | 8      | 1      | 0      |
| E. Caneschi   | 28       | 173      | 126      | 46       | 1        | 28     | 173    | 126    | 46     | 1      |
| F. Federici   | 1        | 0        | 0        | 0        | 0        | 1      | 0      | 0      | 0      | 0      |
| D. Gardini    | 28       | 268      | 206      | 40       | 22       | 28     | 268    | 206    | 40     | 22     |
| F. Garofolo   | 8        | 1        | 1        | 0        | 0        | 8      | 1      | 1      | 0      | 0      |
| A. Imbesi     | 5        | 2        | 1        | 1        | 0        | 5      | 2      | 1      | 1      | 0      |
| F. Maccabruni | 19       | 26       | 9        | 13       | 4        | 19     | 26     | 9      | 13     | 4      |
| P. Margutti   | 24       | 203      | 168      | 26       | 9        | 24     | 203    | 168    | 26     | 9      |
| L. Mosca      | 7        | 0        | 0        | 0        | 0        | 7      | 0      | 0      | 0      | 0      |
| M. Motzo      | 2        | 0        | 0        | 0        | 0        | 2      | 0      | 0      | 0      | 0      |
| M. Palmigiani | -        | -        | -        | -        | -        | -      | -      | -      | -      | -      |
| M. Panciocco  | 2        | 0        | 0        | 0        | 0        | 2      | 0      | 0      | 0      | 0      |
| A. Piccinelli | 28       | 0        | 0        | 0        | 0        | 28     | 0      | 0      | 0      | 0      |
| A. Rondoni    | 4        | 0        | 0        | 0        | 0        | 4      | 0      | 0      | 0      | 0      |
| R. Russo      | 28       | 236      | 145      | 68       | 23       | 28     | 236    | 145    | 68     | 23     |
| A. Tofoli     | 27       | 22       | 4        | 16       | 2        | 27     | 22     | 4      | 16     | 2      |

P = presenze; PT = punti totali; AV = attacchi vincenti; MV = muri vincenti; BV = battute vincenti